# Barbouria cubensis
Barbouria cubensis é uma espécie de crustáceo da família Barbouriidae.
É endémica das Bermudas.